# 日野 (横浜市)
日野（ひの、英: Hino）は横浜市港南区の町名。現行行政地名は日野一丁目から日野九丁目。住居表示実施済み区域。

## 地理
港南区中部に位置し、日野川・鎌倉街道（神奈川県道21号横浜鎌倉線）沿いに南北に長い形をしている。一丁目が鎌倉街道の東側、残る二-九丁目が西側となる。鎌倉街道沿いにはロードサイド店舗などがみられ、幹線道路から離れた区域は住宅地などとなっている。

### 面積
面積は以下の通りである。
| 丁目       | 面積（km²） |
| ---------- | ----------- |
| 日野一丁目 | 0.091       |
| 日野二丁目 | 0.289       |
| 日野三丁目 | 0.091       |
| 日野四丁目 | 0.180       |
| 日野五丁目 | 0.177       |
| 日野六丁目 | 0.154       |
| 日野七丁目 | 0.177       |
| 日野八丁目 | 0.168       |
| 日野九丁目 | 0.203       |
| 計         | 1.530       |

### 地価
住宅地の地価は、2025年（令和7年）1月1日の公示地価によれば、日野1-11-10の地点で19万8000円/m²、日野2-3-11の地点で18万7000円/m²、日野4-60-7の地点で16万7000円/m²となっている。

## 歴史

### 沿革
古くは宮ケ谷村・宮の下村・金井村・吉原村の四ケ村からなる日野郷で、1889年（明治22年）に笹下・矢部野・日野・栗木・上中里・峯・氷取沢の各村と合併、日野の「日」と笹下の「下」をとり、日下村となった。
- 1927年（昭和2年）4月1日 - 横浜市に編入。日下村大字日野字元の宮・宮ケ谷・宮の下・金井・吉原が横浜市日野町となった。吉原は現在の一・二丁目付近、金井は九丁目付近に相当し、バス停や学校名などに名残がみられる。同年10月1日に区制施行、中区日野町となる。
- 1943年（昭和18年）12月1日 - 中区から南区を分離・新設し、日野町は南区に編入された。
- 1969年（昭和44年）10月1日 - 南区から港南区を分離・新設。日野町の一部が磯子区に編入し、残りの大部分が港南区日野町となる[10]。
- 1970年（昭和45年）4月1日 - 住居表示の実施に伴い、磯子区日野町の一部を新設した洋光台五丁目、六丁目に編入する。磯子区笹下町、矢部野町、日野町の各一部を港南区日野町に編入する[11]。
- 1972年（昭和47年）6月5日 - 住居表示の実施に伴い、日野町の一部を新設した港南三丁目、港南六丁目と港南中央通に編入する[11]。
- 1973年（昭和48年）12月1日 - 戸塚区鍛冶ケ谷町との境界を変更し、戸塚区小菅ケ谷町の一部を編入する[11]。
- 1977年（昭和52年）3月6日 - 土地区画整理事業に伴い、野庭町との境界を変更する[12]。
- 1977年（昭和52年）8月1日 - 住居表示の実施に伴い、笹下町の一部を編入する[12]。
- 1981年（昭和56年）7月27日 - 住居表示の実施に伴い、日野町の一部を新設した港南台一丁目〜九丁目、磯子区洋光台五丁目、戸塚区上郷町に編入する[13]。
- 1983年（昭和58年）8月8日 - 住居表示の実施に伴い、日野町の一部を新設した日野南一丁目〜三丁目に編入する[14]。
- 1985年（昭和60年）6月3日 - 日野町の一部を戸塚区鍛冶ケ谷町に編入する[14]。
- 1985年（昭和60年）7月22日 - 住居表示の実施に伴い、日野町、野庭町の各一部を新設した日野一丁目〜九丁目に編入する[14]。
- 1987年（昭和62年）7月20日 - 住居表示の実施に伴い、日野町の一部を新設した日野南四丁目〜七丁目および野庭町に編入する[15]。
- 1993年（平成5年）10月8日 - 日野中央一〜三丁目を新設し、日野町は廃止された[15]。

### 町名の変遷
| 実施後     | 実施年月日                | 実施前（各町名ともその一部） |
| ---------- | ------------------------- | ---------------------------- |
| 日野一丁目 | 1985年（昭和60年）7月22日 | 日野町（一部）               |
| 日野二丁目 | 1985年（昭和60年）7月22日 | 野庭町、日野町（各一部）     |
| 日野三丁目 | 1985年（昭和60年）7月22日 | 日野町（一部）               |
| 日野四丁目 | 1985年（昭和60年）7月22日 | 野庭町、日野町（各一部）     |
| 日野五丁目 | 1985年（昭和60年）7月22日 | 日野町（一部）               |
| 日野六丁目 | 1985年（昭和60年）7月22日 | 野庭町、日野町（各一部）     |
| 日野七丁目 | 1985年（昭和60年）7月22日 | 野庭町、日野町（各一部）     |
| 日野八丁目 | 1985年（昭和60年）7月22日 | 野庭町、日野町（各一部）     |
| 日野九丁目 | 1985年（昭和60年）7月22日 | 野庭町、日野町（各一部）     |

## 世帯数と人口
2025年（令和7年）6月30日現在（横浜市発表）の世帯数と人口は以下の通りである。
| 丁目       | 世帯数    | 人口     |
| ---------- | --------- | -------- |
| 日野一丁目 | 457世帯   | 879人    |
| 日野二丁目 | 1,572世帯 | 3,099人  |
| 日野三丁目 | 1,183世帯 | 2,752人  |
| 日野四丁目 | 1,107世帯 | 2,286人  |
| 日野五丁目 | 1,071世帯 | 2,101人  |
| 日野六丁目 | 666世帯   | 1,442人  |
| 日野七丁目 | 594世帯   | 1,246人  |
| 日野八丁目 | 1,077世帯 | 2,258人  |
| 日野九丁目 | 985世帯   | 2,138人  |
| 計         | 8,712世帯 | 18,201人 |

### 人口の変遷
国勢調査による人口の推移。
| 年                 | 人口   |
| ------------------ | ------ |
| 1995年（平成7年）  | 17,598 |
| 2000年（平成12年） | 18,268 |
| 2005年（平成17年） | 19,269 |
| 2010年（平成22年） | 19,665 |
| 2015年（平成27年） | 18,524 |
| 2020年（令和2年）  | 18,548 |

### 世帯数の変遷
国勢調査による世帯数の推移。
| 年                 | 世帯数 |
| ------------------ | ------ |
| 1995年（平成7年）  | 6,002  |
| 2000年（平成12年） | 6,618  |
| 2005年（平成17年） | 7,139  |
| 2010年（平成22年） | 7,677  |
| 2015年（平成27年） | 7,457  |
| 2020年（令和2年）  | 7,831  |

## 学区
市立小・中学校に通う場合、学区は以下の通りとなる（2024年11月時点）。
| 丁目       | 番地                          | 小学校                     | 中学校               |
| ---------- | ----------------------------- | -------------------------- | -------------------- |
| 日野一丁目 | 全域                          | 横浜市立吉原小学校         | 横浜市立港南中学校   |
| 日野二丁目 | 1〜45番 51番10〜16号 52〜65番 | 横浜市立吉原小学校         | 横浜市立港南中学校   |
| 日野二丁目 | 46番〜51番8号                 | 横浜市立相武山小学校       | 横浜市立港南中学校   |
| 日野三丁目 | 全域                          | 横浜市立吉原小学校         | 横浜市立港南中学校   |
| 日野四丁目 | 全域                          | 横浜市立吉原小学校         | 横浜市立港南中学校   |
| 日野五丁目 | 全域                          | 横浜市立吉原小学校         | 横浜市立港南中学校   |
| 日野六丁目 | 1〜3番 5〜10番                | 横浜市立吉原小学校         | 横浜市立港南中学校   |
| 日野六丁目 | 4番 11〜14番                  | 横浜市立吉原小学校         | 横浜市立丸山台中学校 |
| 日野六丁目 | 15番                          | 横浜市立下野庭小学校       | 横浜市立丸山台中学校 |
| 日野七丁目 | 1番 14〜20番                  | 横浜市立吉原小学校         | 横浜市立港南中学校   |
| 日野七丁目 | 34番                          | 横浜市立野庭すずかけ小学校 | 横浜市立野庭中学校   |
| 日野七丁目 | 2〜13番 21〜33番              | 横浜市立日野小学校         | 横浜市立日野南中学校 |
| 日野八丁目 | 1〜29番 30番9〜27号           | 横浜市立日野小学校         | 横浜市立日野南中学校 |
| 日野八丁目 | 30番1〜8号 30番28号〜33番     | 横浜市立野庭すずかけ小学校 | 横浜市立野庭中学校   |
| 日野九丁目 | 27番8〜22号 39〜48番          | 横浜市立野庭すずかけ小学校 | 横浜市立野庭中学校   |
| 日野九丁目 | 1番〜27番7号 28〜38番         | 横浜市立日野小学校         | 横浜市立日野南中学校 |

## 事業所
2021年（令和3年）現在の経済センサス調査による事業所数と従業員数は以下の通りである。
| 丁目       | 事業所数  | 従業員数 |
| ---------- | --------- | -------- |
| 日野一丁目 | 39事業所  | 399人    |
| 日野二丁目 | 65事業所  | 505人    |
| 日野三丁目 | 19事業所  | 144人    |
| 日野四丁目 | 37事業所  | 195人    |
| 日野五丁目 | 87事業所  | 820人    |
| 日野六丁目 | 18事業所  | 245人    |
| 日野七丁目 | 37事業所  | 265人    |
| 日野八丁目 | 59事業所  | 587人    |
| 日野九丁目 | 50事業所  | 302人    |
| 計         | 411事業所 | 3,462人  |

### 事業者数の変遷
経済センサスによる事業所数の推移。
| 年                 | 事業者数 |
| ------------------ | -------- |
| 2016年（平成28年） | 429      |
| 2021年（令和3年）  | 411      |

### 従業員数の変遷
経済センサスによる従業員数の推移。
| 年                 | 従業員数 |
| ------------------ | -------- |
| 2016年（平成28年） | 3,446    |
| 2021年（令和3年）  | 3,462    |

## 交通
二丁目を横浜市営地下鉄ブルーラインが通る。町内に駅はないが、港南中央駅に近い。ほぼ南北に鎌倉街道（神奈川県道21号横浜鎌倉線）が縦断し、北部で環状2号、南部で横浜横須賀道路・舞岡上郷線と交差する。鎌倉街道を中心に、上大岡駅・港南台駅・洋光台駅・上永谷駅・横浜駅・大船駅などへの路線バスの便がある。

## 施設
- 横浜市立日野小学校
- 横浜市立吉原小学校
- 港南警察署 日野交番
- 横浜日野郵便局[25]
- 日野病院[26]
- ドン・キホーテ 日野インター店[27]

## その他

### 日本郵便
- 郵便番号 : 234-0051[3]（集配局：港南台郵便局[28]）

### 警察
町内の警察の管轄区域は以下の通りである。
| 丁目       | 番・番地等 | 警察署     | 交番・駐在所 |
| ---------- | ---------- | ---------- | ------------ |
| 日野一丁目 | 全域       | 港南警察署 | 日野交番     |
| 日野二丁目 | 全域       | 港南警察署 | 日野交番     |
| 日野三丁目 | 全域       | 港南警察署 | 日野交番     |
| 日野四丁目 | 全域       | 港南警察署 | 日野交番     |
| 日野五丁目 | 全域       | 港南警察署 | 日野交番     |
| 日野六丁目 | 全域       | 港南警察署 | 日野交番     |
| 日野七丁目 | 全域       | 港南警察署 | 日野交番     |
| 日野八丁目 | 全域       | 港南警察署 | 日野交番     |
| 日野九丁目 | 全域       | 港南警察署 | 日野交番     |

## 参考資料
- 『県別マップル 神奈川県広域・詳細道路地図』2006年4刷 昭文社 ISBN 9784398626998
- “横浜市町区域要覧” (PDF).   横浜市市民局 (2016年6月). 2023年6月6日閲覧。 “横浜市町区域要覧”